# Slag bij Jemappes
De Slag bij Jemappes, op 6 november 1792 was een veldslag bij Jemappes, op vijf kilometer van Bergen, in de huidige Belgische provincie Henegouwen tussen een Oostenrijks-Zuid-Nederlands leger en Franse troepen van het Armée du Nord.
Een Frans leger, aangevuld met zo'n 2500 revolutionairen uit het prinsbisdom Luik en de Zuidelijke Nederlanden, aangevoerd door generaal Charles-François Dumouriez, behaalde, dankzij een numeriek overwicht (40.000 tegen 26.000) de overwinning op het Oostenrijks-Zuid-Nederlandse leger dat onder aanvoering van hertog Albert Casimir van Saksen-Teschen stond. Deze overwinning leidde tot de bezetting (of de bevrijding naargelang het gezichtspunt) van de Oostenrijkse Nederlanden. Op 24 maart 1793 herstelde de keizer zijn gezag, na een overwinning in de Tweede Slag bij Neerwinden.

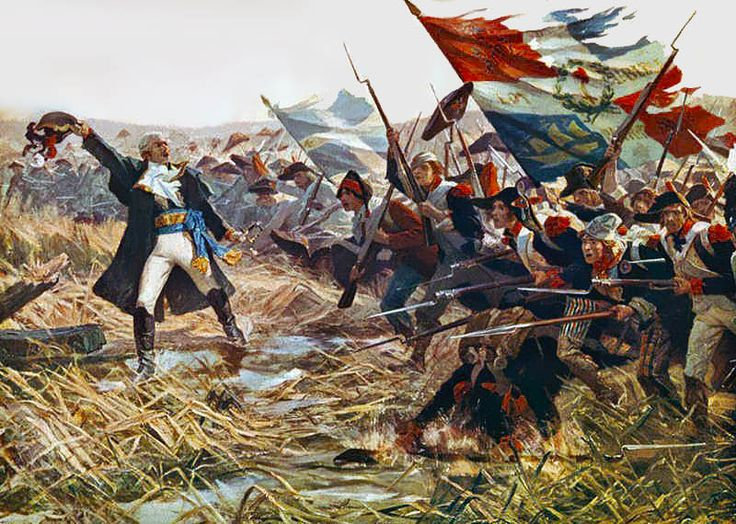
Dit 19e-eeuwse schilderij romantiseert de slag. Generaal Dumouriez spoort de Franse troepen aan.

Na een Franse overwinning in de Slag bij Fleurus op 26 juni 1794 werden de Oostenrijkers definitief verslagen en werden de Zuidelijke Nederlanden bezet. De Fransen willen een einde maken aan de feodale grenzen en creëren het departement van Jemappes met stukken van de graafschappen Henegouwen en Namen, twee Goede Steden van het prinsbisdom Luik en het Doornikse. Onder Willem I werd dit gebied dan de Nederlandse provincie Henegouwen.